# Scotinella coahuilana
Espèce
Synonymes
- Phrurolithus coahuilanus Gertsch & Davis, 1940

Scotinella coahuilana est une espèce d'araignées aranéomorphes de la famille des Phrurolithidae.

## Distribution
Cette espèce est endémique du Coahuila au Mexique,. Elle se rencontre vers Saltillo.

## Description
Le mâle holotype mesure 1,90 mm et la femelle paratype 2,05 mm.

## Systématique et taxinomie
Cette espèce a été décrite sous le protonyme Phrurolithus coahuilanus par Gertsch et Davis en 1940. Elle est placée dans le genre Scotinella par Chamé-Vázquez et Jiménez en 2022.

## Étymologie
Son nom d'espèce lui a été donné en référence au lieu de sa découverte, le Coahuila.

## Publication originale
- Gertsch & Davis, 1940 : « Report on a collection of spiders from Mexico. III. » American Museum novitates, no 1069, p. 1-22 (texte intégral).